# 広川小夜子
広川 小夜子（ひろかわ さよこ）は、軽井沢ヴィネット発行人、軽井沢新聞編集長。新潟県出身。中央大学文学部卒。

## 来歴
- 中央大学文学部進学と共に上京、大学卒業後は東京で写植版下やデザインについての勉強をしていたが、1972年夫の実家である軽井沢に移住。
- 軽井沢に移住後は、印刷会社の下請け業務や『軽井沢新聞』の編集の手伝いをして編集を学んだ。2003年から軽井沢新聞編集長をしており、月に3～5万部を発行している。
- 1979年に自費で軽井沢の情報誌『軽井沢メイト』を立ち上げ、企画・デザイン・取材・原稿執筆を一人で行う。創刊号は8ページ、5000部からのスタートであった。制作費、印刷費が足りず営業したり、販売も自転車でペンションを周ったり観光客に手渡ししたり宣伝も全部自分でしていた。徐々に編集に協力する人も増え、5号でカラー化され34ページとなった。1982年に誌面を大幅に改訂し『軽井沢ヴィネット』にリニューアルされる。編集長として長年活躍したが、現在は娘の美愛（みまな）に編集長を任せ自身は発行人となっている。2011年から年2回の季刊誌になり、現在年に10万部を発行している。
- 1986年『軽井沢かわら版』復刊。1995年『軽井沢の別荘』、1999年『軽井沢秘境探険』、2009年『文学者たちの軽井沢』『リゾート軽井沢の品格』等をプロデュースしている。

## 取材歴
- 軽井沢に暮らして45年。この間、町民、観光客、別荘民やホテル、レストランなど取材を通して、幅広く軽井沢を研究。
- 特に別荘取材は著名人も含め500軒以上。世界20カ国を訪れ、リゾート、別荘地を取材した。[1]

## エピソード
- 2019年7月2日テレビ番組マツコの知らない世界スペシャルに、娘・美愛とともに出演し、「軽井沢の女帝」と紹介された[2]。ただし本人のツイッターでは「女帝」と称されることは本意ではないと表明されている[1]。